# Interesul superior al copilului
Originea noțiunii de interes superior al copilului provine din realizarea faptului că acesta este un individ care are nevoi și drepturi distincte de cele ale părinților. Prin urmare interesul său ar putea fi diferit de cel al părinților sau tutorilor săi. Prin urmare este normal ca interesul copilului să prevaleze în fața altor interese atunci când se iau măsuri cu privire la copil. Recomandarea 874 (1979) a Adunării Parlamentare a Consiliului Europei precizează ca un prim principiu următoarele: "copiii nu trebuie sa mai fie considerați proprietatea părinților ci trebuie să fie recunoscuți ca indivizi având propriile drepturi și nevoi".. Aceeași recomandare precizează necesitatea ca minorii să aibă propria reprezentare juridică (avocat oficial) în caz de conflict între părinți. De aceea procedurile de divorț și de separare, ar trebui să fie îmbunătățite, și să se bazeze pe principiul că interesele copilului sunt primordiale;
| “ | "Pentru a determina interesul superior al copilului, trebuie să se utilizeze criterii obiective, iar judecătorul trebuie să țină seamă de ele, evitând să decidă doar pe baza sentimentelor sau a convingerilor personale." | ” |
| — Rolul judecătorilor și al procurorilor în protecția și promovarea drepturilor copilului - pagina 43, manual editat de ANPDC | |   |

## Considerații generale
- Tatăl și mama sunt figuri importante de atașament care au rol decisiv în dezvoltarea emoțională și socială a copilului, atât timp cat calitatea interacțiunilor lor va condiționa calitatea relațiilor sociale[2]. De aceea în situația familiilor care se destramă prin divorț, interesul superior al copiilor, în general, este legat de posibilitatea de a putea accesa cvasinelimitat pe ambii părinți pentru a putea dezvolta relații echilibrate și armonioase cu ambii părinți
- Interesul superior al minorului  reclamă menținerea acestuia cât mai mult timp într-un mediu familial normal și echilibrat în prezența ambilor părinți pentru că riscul ruperii echilibrului sufletesc al acestuia este foarte mare odată cu încredințarea sa unuia sau altuia dintre părinți. De aceea, după separarea părinților menținerea și încurajarea relației copilului cu părintele căruia nu i-a fost încredințat,  devine vitală pentru dezvoltarea sa morală normală.
- Atât în legislația internă cât și în legislația internațională precum și în practica Curții Europene a Drepturilor Omului dreptul la relații personale se consacră ca drept fundamental, recunoscut atât părintelui cât și copilului, statele fiind obligate să ia măsuri pozitive pentru realizarea efectivă a acestuia.
- Relațiile personale trebuie să se realizeze neîngrădit, restrângerea acestora fiind necesară numai în condiții deosebite pentru protejarea copilului.

### Suportul legal
| “                                                                               | În toate acțiunile referitoare la copii, indiferent dacă sunt realizate de autorități publice sau de instituții private, interesul superior al copilului trebuie să fie considerat primordial. | ” |
| — Articolul 24 litera (2) din Carta drepturilor fundamentale a Uniunii Europene | |   |

- Recomandare CE (Guidelines of the Committee of Ministers of the Council of Europe on child friendly justice)
- Dispozițiile art. 2. - paragraful (3) din Legea 272/2004: "Principiul interesului superior al copilului va prevala în toate demersurile și deciziile care privesc copiii, întreprinse de autoritățile publice și de organismele private autorizate, precum și în cauzele soluționate de instantele judecătorești".
- Dispozițiile art. 14 din Legea 272/2004 consacră dreptul fundamental al minorului de a "menține relații personale și contacte directe cu părinții, rudele, precum și cu alte persoane față de care copilul a dezvoltat legături de atașament”
- Dispozițiile art. 4 din Convenția asupra relațiilor personale care privesc copiii ratificată de România prin Legea nr. 87/2007 consacră dreptul fundamental atât al copilului cât și al părintelui, de a obține și întreține relații personale în mod constant și nerestrictiv: "Copilul și părinții săi au dreptul de a obține și de a întreține relații personale constant. Aceste relații personale nu pot fi restrânse sau excluse decât atunci când acest lucru este necesar în interesul superior al copilului."
- Principiile legislației europene cu privire la autoritatea părintească[3]: "Interesul superior al copilului trebuie sa primeze în toate aspectele referitoare la autoritatea părintească."
- Potrivit dispozițiilor art. 97 din Codul Familiei ambii părinți au aceleași drepturi și îndatoriri față de copiii lor minori. Ei exercită drepturile lor părintești numai în interesul copiilor, iar potrivit dispozițiilor art. 31 din Legea 272/2004 "Ambii părinți sunt responsabili pentru creșterea copiilor lor. (2)  Exercitarea drepturilor și îndeplinirea obligațiilor părintești trebuie să aibă în vedere interesul superior al copilului și să asigure bunăstarea materială și spirituală a copilului, în special prin îngrijirea acestuia, prin menținerea relațiilor personale cu el, prin asigurarea creșterii, educării și întreținerii sale, precum și prin reprezentarea sa legală și administrarea patrimoniului său", dispoziții legale ce se coroborează cu dispozițiile art. 43 alin. 3 din Codul Familiei care spune: "părintele divorțat, căruia nu i s-a încredințat copilul, păstrează dreptul de a veghea la creșterea, educarea, învățătura și pregătirea lui profesională."
- În acest sens este relevantă interpretarea dată art. 31 de către ANPDC prin manualul Rolul și responsabilitățile personalului didactic in protecția și promovarea drepturilor copilului (Editura Trei, București, 2006). În acest manual se recunoaște rolul important pe care trebuie să îl joace tatăl în creșterea și educarea copiilor care provin din familii divorțate. Cităm: "Legea nr. 272/2004 subliniază importanța rolului tatălui în creșterea și educarea copiilor, precizând că ambii părinți sunt responsabili pentru creșterea copiilor lor (art. 31.1). Această responsabilitate trebuie văzută sub forma unei implicări active în toate aspectele vieții copilului. Tatăl trebuie să joace un rol activ în viața copilului – să comunice, să se joace, să se implice în activități comune, să stabilească și să explice reguli – , implicarea ambilor părinți având beneficii incontestabile pentru dezvoltarea psihosocială a copilului. Este cunoscut faptul că familiile monoparentale se numără printre grupurile sociale cele mai vulnerabile. Un copil crescut și educat cu dragoste și responsabilitate de ambii părinți, chiar și atunci când aceștia nu locuiesc împreună, are șanse mult mai mari de integrare și reușită socială"[4]
- Dispozițiile art. 9 din Convenția cu privire la drepturile copilului ratificată de România prin Legea nr. 18/1990 impun statelor părți obligația  de a  "veghea ca nici un copil să fie separat de părinții săi împotriva voinței acestora, exceptând situațiile în care autoritățile competente decid și cu respectarea legilor și a procedurilor aplicabile că această separare este în interesul suprem al copilului".  Principiul neseparării copilului de părinți emană și din dispozițiile art. 33 din Legea nr. 272/2004 care spune: "Copilul nu poate fi separat de părinții săi sau de către unul dintre ei, împotriva voinței acestora, cu excepția cazurilor expres și limitative prevăzute de lege, sub rezerva revizuirii judiciare și numai dacă acest lucru este impus de interesul superior al copilului".
- În acest sens s-a exprimat și Curtea Europeană a Drepturilor Omului, arătând în cauza Monory vs. România și Ungaria că "posibilitatea părintelui și a copilului de a se bucura reciproc de compania celuilalt reprezintă un element fundamental al vieții de familie, iar măsurile naționale care stânjenesc această posibilitate reprezintă o ingerință în dreptul la viața de familie protejat de art.8, statele având obligația de a asigura reunirea copilului cu părintele său."
- Totodată în cauza Ignaccolo-Zenide vs. România Curtea a reținut că statul trebuie să dispună de măsuri pozitive pentru asigurarea legăturii copilului cu părintele său, ca și în cauza Keegan vs. Irlanda, (hotărârea din 6 mai 1994) prin care se recunoaște dreptul la vizitare al părintelui căruia nu i s-a încredințat minorul și obligația pozitivă a statelor pentru a lua măsuri pentru exercitarea efectivă a acestui drept,  iar în cauza Pini și Bertini, Manera și Atripaldi vs. România Curtea a arătat că: "interesul superior al copilului impune găsirea unei familii pentru minor și nu a unui copil pentru o familie sau părinte"
- Art. 5 din Protocolul nr. 7 la Convenția Europeană a Drepturilor Omului, ratificată de România la 01.09.1994 spune că "soții se bucură de egalitate în drepturi și în responsabilități cu caracter civil, între ei și în relațiile cu copii lor în ceea ce privește căsătoria, pe durata căsătoriei și cu prilejul desfacerii acesteia iar dreptul la viața de familie este garantat de art. 8 din CEDO."

## Aspecte care se iau în considerare

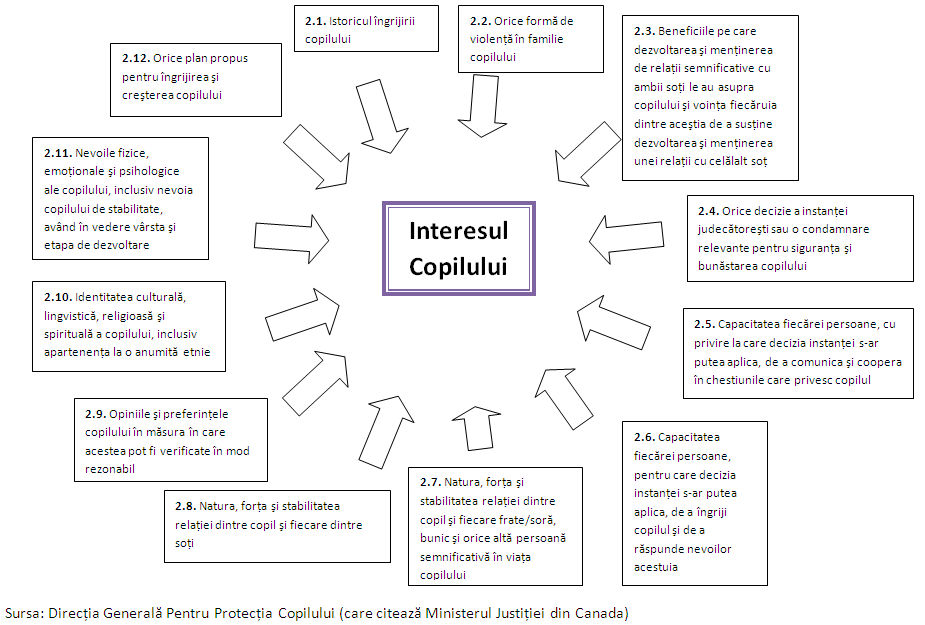
Criteriile ce trebuiesc luate în considerare în deciziile judecătorești cu privire la copii

Interesul superior al copiilor nu este definit în clar de către legiuitor. Cu toate acestea Manualul Judecătorilor editat de către ANPDC explică modul de cercetare al interesului superior al copilului la paginile 43 și 44 reaplicând modelul Canadian . Se observă că decizia cu privire la încredințarea custodiei minorilor trebuie să țină cont de o sumă de factori și nu trebuie în nici un fel să fie influențată de criteriul "sexului părinților". Astfel cele mai importante aspecte pe care instanța ar trebui să le ia în considerare cu privire la încredințarea minorilor către un părinte sau altul sunt:
- Nevoile fizice, emoționale și psihologice ale copilului inclusiv nevoia copilului de stabilitate
- Opiniile și preferințele copilului în măsura în care acestea pot fi verificate în mod rezonabil
- Natura, forța și stabilitatea relației dintre copil și fiecare dintre cei doi soți
- Natura, forța și stabilitatea relației dintre copil și familiile extinse din partea mamei și respectiv din partea tatălui
- Capacitatea fiecăruia dintre părinți de a îngriji copilul și de a răspunde nevoilor acestuia
- Capacitatea fiecăruia dintre părinți de a comunica și coopera cu celălalt părinte în chestiunile care privesc copilul
- Beneficiile pe care dezvoltarea și menținerea de relații semnificative cu ambii soți le au asupra copilului și voința fiecăruia dintre aceștia de a susține dezvoltarea și menținerea unei relații cu celălalt soț
- Orice formă de violență în familie
- Istoricul îngrijirii copilului
- Orice plan propus pentru îngrijirea și creșterea copilului

## Interesul superior al copilului în legislația engleză
În dreptul englez, secțiunea 1(1) din Legea Copiilor din 1989 se menționează că interesul superior al copilului (child best interest) va prevala în toate cazurile soluționate de către instanța judecătorească indicând în secțiunea 1(2) că întârzierile pot prejudicia interesul superior al copilului, cerând de asemenea instanțelor să aibă în vedere lista de verificare privind bunăstarea copilului care cuprinde următoarele elemente:
1. dorințele și sentimentele fiecărui copil implicat, potrivit vârstei și capacității sale de înțelegere.
2. nevoile sale fizice, emoționale și/sau educaționale prezente și viitoare.
3. efectul probabil pe care l-ar putea avea orice schimbare asupra copilului, în prezent și în viitor.
4. vârsta, sexul, trecutul și orice alte caracteristici pe care instanța le consideră relevante.
5. orice suferință pe care a avut-o sau pe care o poate avea acum și în viitor.
6. capacitatea fiecăruia dintre părinți sau a oricărei persoane pe care instanța o consideră potrivită din acest punct de vedere, pentru a satisface nevoile copilului.[7].

## Interesul superior al minorului față de variatele prezumții de încredințare
Viziunea modernă cu privire la încredințarea minorilor se bazează pe conceptul de interes superior al copilului care a fost introdus în doctrina juridică de a valida prezumțiile de încredințare indiferent dacă este vorba de  prezumția de încredințare către tată, prezumția de încredințare către mamă ori prezumția de autoritate părintească comună. Chiar și în condițiile în care prezumția de autoritate părintească comună a eliminat prezumția de încredințare către mamă, ea însăși trebuie cercetată de către instanță prin prisma interesului superior al copilului, înainte ca instanța să decidă cu privire la relațiile dintre părinți și copii în urma divorțului. Un criteriu tot mai utilizat în stabilirea interesului superior al copilului (utilizat de state ca Suedia sau Belgia, de exemplu) este principiul californian care enunță faptul că părintele mai dispus spre colaborare cu celălalt părinte trebuie favorizat cu privire la încredințarea copilului spre creștere și educare (cazul custodiei unice) ori pentru stabilirea locuinței minorului (cazul custodiei comune).